# Stoney & Meatloaf
Stoney & Meatloaf – pierwszy i jedyny album duet muzycznego Stoney & Meatloaf wydany w październiku 1971.

## Lista utworów

### Strona pierwsza
| 1. | (I'd Love To Be) As Heavy As Jesus (Patti Jerome, Ralph Terrana, Michael Valvano) | 2:54  |
|    |                                                                                   |       |
| 2. | She Waits By The Window (Mike Campbell, Ray Monette)                              | 4:07  |
|    |                                                                                   |       |
| 3. | It Takes All Kinds Of People (Patti Jerome, Michael Valvano)                      | 2:23  |
|    |                                                                                   |       |
| 4. | Game Of Love (Ike Turner)                                                         | 3:50  |
|    |                                                                                   |       |
| 5. | Kiss Me Again (Mike Campbell, Ray Monette)                                        | 5:08  |
|    |                                                                                   |       |
|    |                                                                                   | 18:22 |
|    |                                                                                   |       |

### Strona druga
| 1. | What You See Is What You Get (Patti Jerome, Michael Valvano) | 2:15  |
|    |                                                              |       |
| 2. | Sunshine (Where's Heaven) (Ralph Terrana, Michael Valvano)   | 3:02  |
|    |                                                              |       |
| 3. | Jimmy Bell (domena publiczna)                                | 3:48  |
|    |                                                              |       |
| 4. | Lady Be Mine (Mike Campbell, Ray Monette)                    | 4:44  |
|    |                                                              |       |
| 5. | Jessica White (Mike Campbell, Ray Monette)                   | 2:43  |
|    |                                                              |       |
|    |                                                              | 16:32 |
|    |                                                              |       |

### Wznowienie albumu z 1978 r.

#### Strona pierwsza
| 1. | Jimmy Bell (domena publiczna)                                | 5:14  |
|    |                                                              |       |
| 2. | She Waits By The Window (Mike Campbell, Ray Monette)         | 4:07  |
|    |                                                              |       |
| 3. | It Takes All Kinds Of People (Patti Jerome, Michael Valvano) | 2:23  |
|    |                                                              |       |
| 4. | Stone Heart (Mike Campbell, Ray Monette)                     | 2:57  |
|    |                                                              |       |
| 5. | Who Is The Leader Of The People (Nick Zesses, Dino Fekaris)  | 4:15  |
|    |                                                              |       |
|    |                                                              | 18:56 |
|    |                                                              |       |

#### Strona druga
| 1. | What You See Is What You Get (Patti Jerome, Michael Valvano) | 2:15  |
|    |                                                              |       |
| 2. | Kiss Me Again (Mike Campbell, Ray Monette)                   | 4:14  |
|    |                                                              |       |
| 3. | Sunshine (Where's Heaven) (Ralph Terrana, Michael Valvano)   | 3:02  |
|    |                                                              |       |
| 4. | Jessica White (Mike Campbell, Ray Monette)                   | 2:43  |
|    |                                                              |       |
| 5. | Lady Be Mine (Mike Campbell, Ray Monette)                    | 4:44  |
|    |                                                              |       |
| 6. | Everything Under The Sun (Mike Campbell, Ray Monette)        | 3:01  |
|    |                                                              |       |
|    |                                                              | 19:59 |
|    |                                                              |       |

## Twórcy
- Meat Loaf, Stoney Murphy – śpiew
- Mike Campbell, Telma Hopkins, Joyce Vincent – chór
- The Funk Brothers, Scorpion (Bob Babbitt, Mike Campbell, Ray Monette, Andrew Smith), Ralph Terrana – instrumenty